# WTCC i Belgien
FIA WTCC Race of Belgium var den belgiska deltävlingen av FIA:s standardvagnsmästerskap, World Touring Car Championship. Deltävlingen kördes säsongen 2005 på Circuit de Spa-Francorchamps, men återkom inte till 2006. Säsongen 2010 kom WTCC tillbaka till Belgien, men denna gång till Circuit Zolder, cirka åtta mil öster om Bryssel. Tävlingen kördes två år i rad, men togs bort från kalendern till 2012.

## Säsonger
| År   | Bana                         | Race | Segrare förare                  | Segrare märke                          | Rapport             |
| ---- | ---------------------------- | ---- | ------------------------------- | -------------------------------------- | ------------------- |
| 2011 | Circuit Zolder               | 1 2  | Robert Huff Gabriele Tarquini   | Chevrolet Cruze 1.6T SEAT León 2.0 TDi | WTCC i Belgien 2011 |
| 2010 | Circuit Zolder               | 1 2  | Gabriele Tarquini Andy Priaulx  | SEAT León 2.0 TDi BMW 320si            | WTCC i Belgien 2010 |
| 2005 | Circuit de Spa-Francorchamps | 1 2  | Dirk Müller Fabrizio Giovanardi | BMW 320i Alfa Romeo 156                | WTCC i Belgien 2005 |